# Mustafa Pektemek
Mustafa Pektemek (11 sierpnia 1988 w mieście Akyazı w prowincji Sakarya) – piłkarz turecki grający na pozycji napastnika. Jest zawodnikiem klubu Kayserispor.

## Kariera klubowa
Karierę piłkarską Mustafa Pektemek rozpoczynał w klubach Topağaç Spor i AS Akyazispor. W 2005 roku podjął treningi w Sakaryasporze, a w 2006 roku awansował do kadry pierwszej drużyny. 18 listopada 2006 zadebiutował w Süper Lig w meczu z MKE Ankaragücü (0:0). Wiosną 2007 został wypożyczony do Sarıyer GK. W sezonie 2007/2008 ponownie występował w Sakaryasporze.
Latem 2008 roku Mustafa Pektemek przeszedł do Gençlerbirliği SK. W drużynie tej zadebiutował 24 sierpnia 2008 w zremisowanym 1:1 domowym meczu z Kocaelisporem. 14 września 2008 w meczu z Eskişehirsporem (3:1) strzelił swojego pierwszego gola w tureckiej ekstraklasie. Zawodnikiem Gençlerbirliği był do końca sezonu 2010/2011.
Latem 2011 roku Mustafa Pektemek przeszedł do Beşiktaşu JK. W klubie ze Stambułu swój debiut zanotował 10 września 2011 w przegranym 1:2 wyjazdowym meczu z Eskişehirsporem.
Latem 2016 Mustafa Pektemek został wypożyczony do İstanbul Başakşehir. Zadebiutował w nim 21 sierpnia 2016 w zwycięskim 1:0 domowym meczu z Fenerbahçe. W sezonie 2016/2017 wywalczył mistrzostwo Turcji, a następnie wrócił do Beşiktaşu, w którym grał do lata 2019.
Latem 2019 Mustafa Pektemek przeszedł do klubu Kasımpaşa SK, a swój debiut w nim zaliczył 18 sierpnia 2019 w zremisowanym 1:1 domowym spotkaniu z Trabzonsporem. W Kasımpaşa grał przez pół roku.
Na początku 2020 Mustafa Pektemek został zawodnikiem Alanyasporu, w którym swój debiut zanotował 8 lutego 2020 w zremisowanym 1:1 wyjazdowym meczu z Fenerbahçe. W Alanyasporze grał do końca sezonu 2020/2021.
Latem 2021 Mustafa Pektemek został piłkarzem Kayserisporu. Zadebiutował w nim 14 sierpnia 2021 w przegranym 0:3 wyjazdowym spotkaniu z Altayem.
| Sezon   | Klub                | Kraj   | Rozgrywki | Mecze | Bramki |
| ------- | ------------------- | ------ | --------- | ----- | ------ |
| 2006/07 | Sakaryaspor         | Turcja | Süper Lig | 4     | 0      |
| 2006/07 | Sarıyer GK          | Turcja | 1. Lig    | 15    | 4      |
| 2007/08 | Sakaryaspor         | Turcja | 1. Lig    | 28    | 4      |
| 2008/09 | Gençlerbirliği SK   | Turcja | Süper Lig | 27    | 8      |
| 2009/10 | Gençlerbirliği SK   | Turcja | Süper Lig | 30    | 11     |
| 2010/11 | Gençlerbirliği SK   | Turcja | Süper Lig | 10    | 5      |
| 2011/12 | Beşiktaş JK         | Turcja | Süper Lig | 35    | 8      |
| 2012/13 | Beşiktaş JK         | Turcja | Süper Lig | 9     | 2      |
| 2013/14 | Beşiktaş JK         | Turcja | Süper Lig | 21    | 3      |
| 2014/15 | Beşiktaş JK         | Turcja | Süper Lig | 19    | 4      |
| 2015/16 | Beşiktaş JK         | Turcja | Süper Lig | 4     | 0      |
| 2016/17 | İstanbul Başakşehir | Turcja | Süper Lig | 31    | 7      |
| 2017/18 | Beşiktaş JK         | Turcja | Süper Lig | 8     | 1      |
| 2018/19 | Beşiktaş JK         | Turcja | Süper Lig | 13    | 5      |
| 2019/20 | Kasımpaşa SK        | Turcja | Süper Lig | 16    | 3      |
| 2019/20 | Alanyaspor          | Turcja | Süper Lig | 12    | 1      |
| 2020/21 | Alanyaspor          | Turcja | Süper Lig | 35    | 7      |

## Kariera reprezentacyjna
Mustafa Pektemek występował w młodzieżowych reprezentacjach Turcji: U-19 i U-21. 29 lutego 2012 zadebiutował w dorosłej reprezentacji w przegranym 1:2 towarzyskim meczu ze Słowacją, rozegranym w Bursie.